# Can Llorens (Sant Aniol de Finestres)
La Can Llorens és una obra de Sant Aniol de Finestres (Garrotxa) inclosa a l'Inventari del Patrimoni Arquitectònic de Catalunya. Can Llorens està situada a poca distància del poble de Sant Esteve de Llémena.

## Descripció
És una casa de planta rectangular i ampli teulat a dues aigües amb els vessants vers les façanes laterals sostingut per bigues de roure, cairats, llates i teules col·locades a salt de garsa. Disposa de baixos, pis i reduïdes golfes. Als primers hi ha una ran porta central que dona accés a tots els interiors. El primer pis destaca per les tres finestres de pedra molt ben tallada que miren a la façana de migdia. Les golfes estan ventilades per dos obertures de punt rodó. Can Llorens es troba actualment abandonada. Cal destacar la llinda de la porta d'entrada que conté la següent inscripció: "BALDIRI LLORENS" i "16 I+S 32". A la llinda de la porta d'entrada es troba la data 1632.